# 羊毛剪子咔嚓响

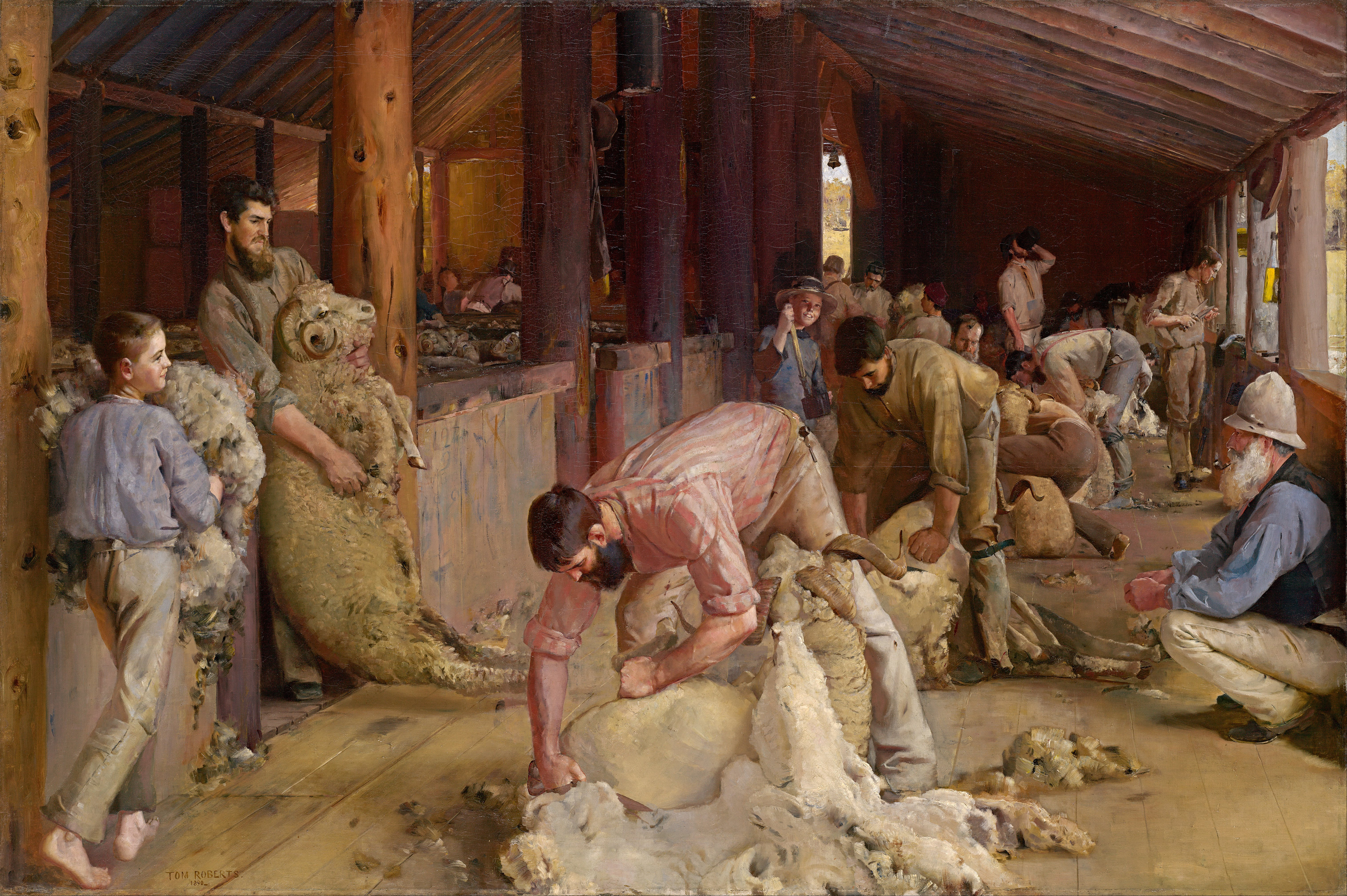
澳洲艺术家汤姆·罗伯茨的画作剪羊毛 (1890年油画)再现了当时徒手剪羊毛的工艺

《羊毛剪子咔嚓响》（英語：Click Go the Shears）又名《剪羊毛》，是澳洲最广为人知的民歌之一，描绘了电动羊毛剪发明之前，工人们在工棚中使用剪子徒手剪羊毛的场面。

## 历史
《羊毛剪子咔嚓响》的曲调可以追溯至19世纪60年代南北战争时期美国音乐人亨利·克莱·沃克为庆祝北军胜利而创作的歌曲《摇铃吧！守夜人》（英語：Ring the Bell, Watchman）。该歌很快流传至美国以外，并被多次改编；其传入澳洲的时间不早于1868年。1891年，澳洲羊毛工人罢工爆发；同年11月，巴克斯沼泽快报刊载了一首改编自《摇铃吧！守夜人》、题为《光肚皮老母羊》（英語：The Bare Bellied Joe）的歌曲。此歌署名C. C. Eynesbury，歌词与今日传唱的《羊毛剪子咔嚓响》非常相似；有学者认为它的创作与工人运动之间可能存在关联。
然此后的半个世纪，此歌一直不为众人所知；直至20世纪40年代，丛林诗人杰克·莫斯才将其重新发掘出来，并在他辞世前的一次邂逅中将其交给了采风者佩西·琼斯。琼斯在1946年发表的论文《澳洲民间音乐》（英語：Australia's Folk-Songs）中提及了这首歌；该文亦是整个二十世纪以来首篇描述此歌的文献。琼斯本人并没有意识到它的价值，在发表这篇论文前后他亦对采风工作失去了兴趣。1952年，同样是出于一次偶然的机会，琼斯与当时在澳洲开巡回演唱会的美国歌手伯尔·艾芙斯相遇；琼斯教会了艾芙斯包括《羊毛剪子咔嚓响》在内的一众澳洲民歌。当年7月，艾芙斯在演唱会上以他的美国口音演唱了这首歌，令它在澳洲家喻户晓。随后，该歌被许多音乐人重新演绎，在音乐剧、电影、电视里多次出现，亦曾走进学校的音乐课堂之中，最终成为了澳洲民间音乐的重要象征，有学者认为其重要性仅次于《丛林流浪》；1966年澳元发行之时制作的电视宣传片的背景音乐亦是在此歌的基础上改编而来的。

## 词曲
《羊毛剪子咔嚓响》是一首热情、活泼的劳动歌曲，采用大调式。歌词刻画了昔日大型羊毛工棚中，使用剪子徒手剪羊毛的羊毛工人，在楼上巡视的老板以及在一旁待命、为伤羊涂焦油消毒的年轻人等诸多人物形象。